# گوردون اشکرافت
گوردون اشکرافت (انگلیسی: Gordon Ashcroft؛ زادهٔ ۷ سپتامبر ۱۹۰۲) بازیکن فوتبال اهل بریتانیا است.
از باشگاه‌هایی که در آن بازی کرده‌است می‌توان به باشگاه فوتبال بارسکو و باشگاه فوتبال برنلی اشاره کرد.